# 中津峡 (埼玉県)

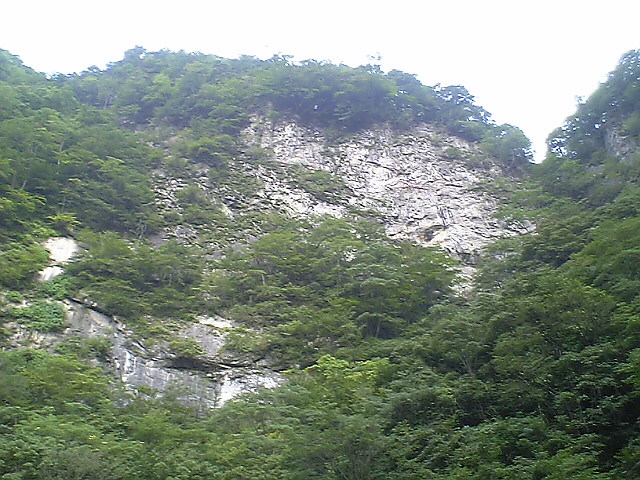
断崖の様子

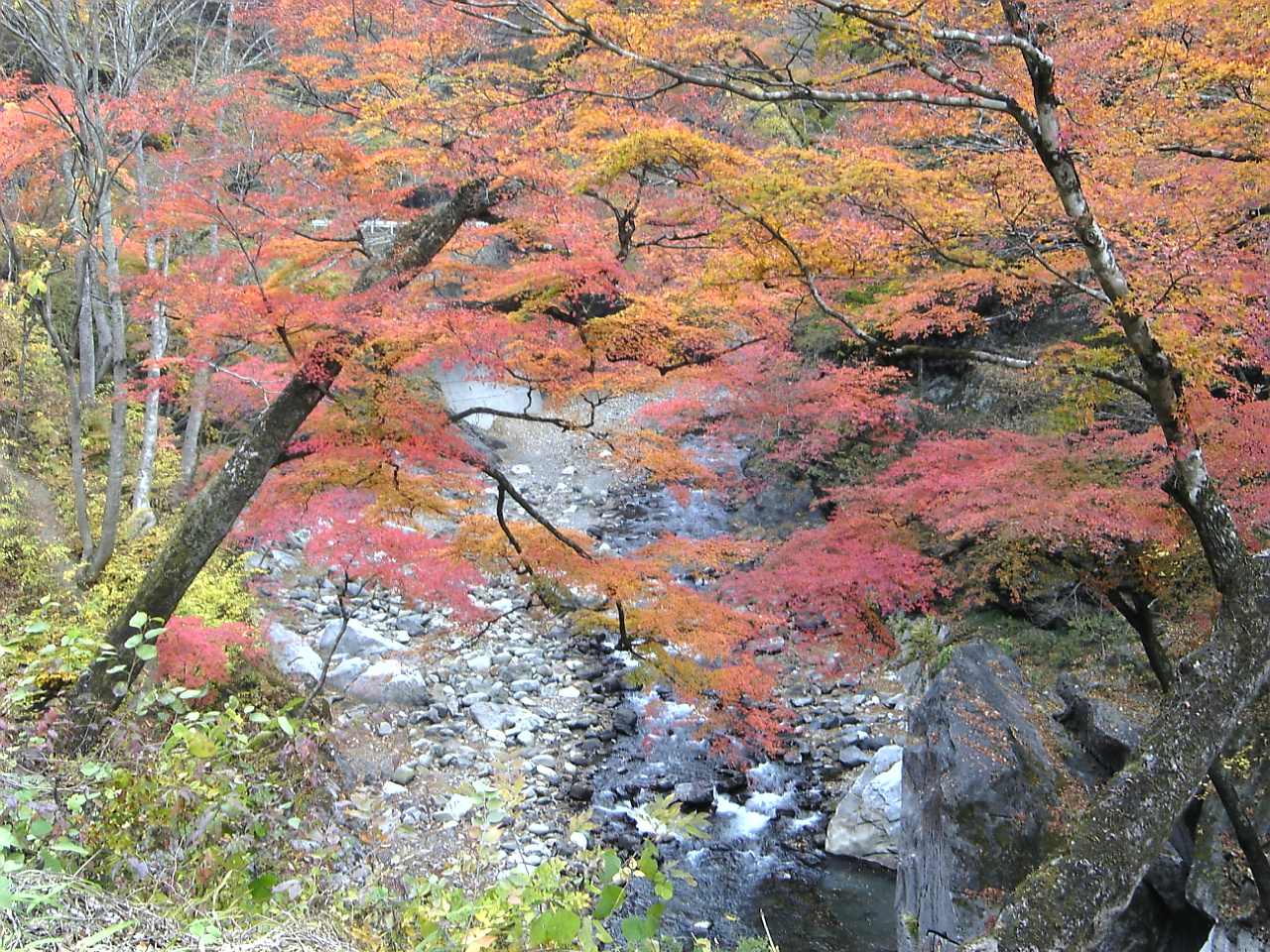
紅葉期

中津峡（なかつきょう）は、埼玉県秩父市（旧秩父郡大滝村）、奥秩父北東部に位置する渓谷。新大滝川もしくは中津渓谷や中津仙渓ともいう。紅葉で有名な渓谷で、見頃は11月上旬あたり。

## 概要
荒川上流の中津川（十文字峠を源流とする）流域の渓谷で、塩沢集落から中津川集落にかけての長さ9 km、断崖の高さ100 mの大きさ。標高約600 m。奥秩父を代表する渓谷の一つである。
流域は秩父古生層と呼ばれる砂岩やチャート、粘板岩などが主体の固い岩盤で、絶壁を有した深いV字谷を刻み込みながら蛇行し、ガマや奇岩を随所に作り出している。樹木はウルシノキ、ナナカマド、モミジなどが観賞できる。埼玉県指定名勝であり、観光地として、渓流釣り（イワナ、マス、ヤマメなど）、山菜採り、紅葉狩り、栗拾いが楽しめる。キャンプ場、サッカーやソフトボールが出来るグラウンド、日帰り温泉入浴施設（遊湯館）などがある。平賀源内設計の住居「源内居」、体験型学習施設「彩の国ふれあいの森」（宿泊施設あり、炭焼きなどを体験できる）などがある。1943年（昭和18年）3月31日埼玉県指定名勝に指定された。また、1950年（昭和25年）4月27日に秩父多摩国立公園（現秩父多摩甲斐国立公園）の区域に指定された。

## 交通
- 国道140号線から滝沢ダムより埼玉県道210号中津川三峰口停車場線に沿う。
- 秩父鉄道秩父本線「三峰口駅」から西武観光バス中津川行で約1時間。

## 付近の山
- 南天山
- 白泰山（1794 m）